# 小扁𧐐属
小扁𧐐属，是𧐐翅目扁𧐐科（扁石蝇科）的一个属，分布于中国和日本等地。本属是中国学者朱元鼎以吉氏小扁𧐐（Microperla geei）为模式种创建的属，目前包含以下4种：
- Microperla brevicauda Kawai, 1958
- 吉氏小扁𧐐 Microperla geei Chu, 1928
- 秦岭小扁𧐐 Microperla qinlinga Chen, 2019
- 翘叶小扁𧐐 Microperla retroloba (Wu, 1937)